# Balisong
En balisong,  bedre kendt som en butterfly-kniv, er en filippinsk kniv.
Den består af et knivblad med 2 håndtag. Balisong er også kunsten at manipulere en eller to balisonger. Teknikkerne dækker åbningsteknikker med kniven, men også slagteknikker med håndtagene. I lukket tilstand kan kniven anvendes som Dulo-dulo.
Kniven kan trækkes på en brøkdel af et sekund og er derfor forbudt i mange lande. I Danmark henregnes den som en springkniv, hvorfor den er forbudt uden mulighed for dispensation.
Mange, især unge, fascineres af actionfilm, hvor butterfly-kniven trækkes i spektakulære scener.[kilde mangler]
- Wikimedia Commons har flere filer relateret til Balisong

| Våben | Spire Denne artikel om våben er en spire som bør udbygges. Du er velkommen til at hjælpe Wikipedia ved at udvide den. |